# 龙湖县
龙湖县（越南语：／）是越南永隆省下辖的一个县。

## 地理
龙湖县北接前江省丐𦨭县和该礼县，南接三平县，西接永隆市和同塔省周城县，东接斌沏县和槟椥省则拉县。

## 历史
1976年2月，龙湖县区域为周城西县，隶属九龙省管辖。
1977年3月11日，周城西县、丐𣐅县2县和三平县和合社、厚禄社2社合并为龙湖县；周城西县新义社和新和社划归永隆市社管辖。
1981年9月15日，心隆社分设为清德社和隆美社。
1981年9月29日，和合社、厚禄社2社划归三平县管辖；以安福社、政会社、新隆会社、仁富社、美安社、和静社、平福社、隆美社8社析置斌沏县，县莅政会社；龙湖县仍辖安平社、平和福社、隆福社、禄和社、新行社、同富社、安德社、富贵社、清德社9社，县莅安德社。
1986年4月17日，安平社、平和福社、同富社、清德社、新行社5社和隆福社部分区域划归永隆市社管辖；原新行社安合邑1邑和福平邑部分区域划归富贵社管辖；斌沏县并入龙湖县；龙湖县下辖安德社、安福社、政会社、平福社、仁富社、禄和社、隆福社、隆美社、和静社、美安社、新隆会社、富贵社12社。
1991年12月26日，九龙省重新分设为永隆省和茶荣省，龙湖县划归永隆省管辖。
1992年2月13日，永隆市社同富社、安平社、平和福社、福厚社、新行社、清德社6社划归龙湖县管辖；以安福社、政会社、平福社、仁富社、隆美社、和静社、美安社、新隆会社8社析置斌沏县；龙湖县仍辖龙湖市镇、安德社、禄和社、隆福社、富贵社、同富社、安平社、平和福社、福厚社、新行社、清德社1市镇10社。
1994年8月9日，安德社分设为隆安社和富德社，安平社、同富社和平和福社析置和宁社，禄和社析置和富社，富贵社析置盛贵社。
2024年9月28日，越南国会常务委员会通过决议，自2024年11月1日起，富德社并入龙湖市镇。

## 行政区划
龙湖县下辖1市镇13社，县莅龙湖市镇。
- 龙湖市镇（Thị trấn Long Hồ）
- 安平社（Xã An Bình）
- 平和福社（Xã Bình Hoà Phước）
- 同富社（Xã Đồng Phú）
- 和宁社（Xã Hoà Ninh）
- 和富社（Xã Hoà Phú）
- 禄和社（Xã Lộc Hoà）
- 隆安社（Xã Long An）
- 隆福社（Xã Long Phước）
- 富贵社（Xã Phú Quới）
- 福厚社（Xã Phước Hậu）
- 新行社（Xã Tân Hạnh）
- 清德社（Xã Thanh Đức）
- 盛贵社（Xã Thạnh Quới）